# Красное (Белоцерковский район)
Красное (укр. Красне) — село, входит в Белоцерковский район Киевской области Украины.
Население по переписи 2001 года составляло 212 человек.

## Известные уроженцы
- Анищенко, Калистрат Романович (1885—1929) — украинский писатель.

## Местный совет
09142, Киевская обл., Белоцерковский р-н, с. Йосиповка, ул. Советская, 44